# محمد خالد الأزعر
محمد خالد خليل الأزعر (1955 - ) هو مؤرخ وكاتب وباحث فلسطيني.

## حياته
ولد محمد الأزعر في خان يونس عام 1375 هـ / 1955، توفي والده وهو في الثالثة من عمره، وقد أتخذ من القاهرة مقراً لاقامته منذ 1971، متخصص في الشؤون العربية والدراسات الفلسطينية. حاصل على دبلوم في الدراسات السياسية والقومية من معهد البحوث والدراسات العربية بالقاهرة عام 1986، عمل مدرساً بين عامي 1980 - 1983، وكان باحثًا في المجلس الأعلى للتربية والثقافة والعلوم بمنظمة التحرير الفلسطينية بين عامي 1985 - 2007، حاصل على الماجستير في الدراسات السياسية والعلاقات الدولية من كلية الاقتصاد والعلوم السياسية بجامعة القاهرة عام 1989، ودكتوراه من معهد البحوث والدراسات العربية عام 1999، ويعمل مستشاراً ثقافياً لسفارة فلسطين في القاهرة منذ عام 2007.

## عضوية ومناصب
- أستاذ معهد الدراسات العربية في القاهرة.
- مشرف على رسائل الدبلوم والماجستير والدكتوراه في معهد الدراسات العربية.
- مستشار خبير لأكثر من مركز بحثي.

## مؤلفاته
له أكثر من 13 كتابًا في الشؤون العربية والفلسطينية، وكتب أكثر من خمسين بحثًا في أغلب الدوريات العربية السياسية المحكمة، وكتب مقالات سياسية في عدد من الصحف العربية، مثل (البيان، والحياة، والأهرام).
| العنوان                                                | تاريخ النشر | المرجع |
| ------------------------------------------------------ | ----------- | ------ |
| الثقافة السياسية الفلسطينية: حقوق الإنسان والديمقراطية | 1995        | [ 4 ]  |
| العراق وفلسطين والخرائط المتوالية                      |             |        |
| العنصرية الصهيونية: المصادر والتجليات                  |             |        |
| القدس بين الانتفاض والتفاوض                            |             |        |
| المقاومة الفلسطينية بين غزو لبنان والانتفاضة           |             |        |
| المقاومة في قطاع غزة: 1967-1985                        |             |        |
| النظام السياسي والتحول الديمقراطي في فلسطين            |             |        |
| حكومة عموم فلسطين في ذكراها الخمسين                    | 1998        | [ 5 ]  |
| عرب المهجر                                             | 2005        | [ 6 ]  |
| مصير عرفات.. أم مصير القضية                            |             |        |
| مقالات: دينية سياسية                                   |             |        |
| منظمة التحرير الفلسطينية: التجربة والافاق المستقبلة    |             |        |
| موقف الجماعات الاوروبية تجاه القضية الفلسطينية         |             | [ 7 ]  |